# Raghuva ficta
Raghuva ficta là một loài bướm đêm trong họ Noctuidae.